# Pablo Cruz y Orgaz
Pablo Cruz y Orgaz (Madrid, 1848 -) fou un polític espanyol, diputat a Corts Espanyoles durant la restauració borbònica.
Era membre del Partit Liberal Fusionista, fou elegit diputat pel districte d'Estepa (Sevilla) a les eleccions generals espanyoles de 1881 i 1886, pel d'Albacete a les eleccions generals espanyoles de 1893, pel de Mataró a les eleccions generals espanyoles de 1898, pel d'Aracena (província de Huelva) a les eleccions generals espanyoles de 1901 i pel de Medina Sidonia (província de Cadis) a les eleccions generals espanyoles de 1905. El 1905 fou subsecretari de la presidència del Consell de Ministres. i el 1907 interventor del Canal d'Isabel II